# Passade
Passade ist eine Gemeinde am Passader See im Kreis Plön in Schleswig-Holstein.
Dass Passade dem Kieler Umland zuzurechnen ist, hat bislang kaum Spuren im Ortsbild hinterlassen. Die Ortslage und die Dorfstruktur wurden 2003 mit dem 1. Preis im schleswig-holsteinischen Wettbewerb Unser Dorf soll schöner werden gewürdigt. 2004 folgte die entsprechende Auszeichnung auf Bundesebene.

## Geschichte
Passade wurde nachweislich 1373 erstmals urkundlich erwähnt, geht aber auf eine wesentlich ältere Wendensiedlung zurück. Die Wendensiedlung Potzade bzw. Putzade, was „Dorf am See“ bedeutet, ist Vorläufer des heutigen Ortes Passade am Passader See. Im 12. Jahrhundert beginnt hier die christliche Besiedlung, Passade wird im 13. Jahrhundert dem Klosterprobst in Preetz unterstellt. Ab ca. 1250 sind die Passader Bauern keine Leibeigenen mehr. Der gute Boden und die geringe Erbpacht führen zu Wohlstand. Die Einwohnerzahl bleibt gering. Noch Mitte des 20. Jahrhunderts ist sie nur etwa halb so groß wie heute.
Die Gemeinde gehörte dem Amt Probstei-West an. Seit dessen Auflösung zum 1. Juni 1970 ist sie Teil des Amts Probstei.

## Politik

### Gemeindevertretung
Bei der Kommunalwahl 2023 errang die Kommunale Wählervereinigung Passade erneut alle neun Sitze in der Gemeindevertretung. Die Wahlbeteiligung betrug 68,8 Prozent.

### Wappen
Blasonierung: „Unter silbernem Schildhaupt, darin zwei einander zugewandte rote Haubentaucher, von Blau und Silber fünfmal geteilt.“

## Wirtschaft und Infrastruktur

### Wirtschaft
Passade, in der fruchtbaren Probstei gelegen, ist nach wie vor landwirtschaftlich geprägt. Es gibt fünf Vollerwerbshöfe, darunter einen Bioland-Hof mit Bäckerei (Passader Backhaus) und einen Milchviehbetrieb.

### Verkehr
Am nördlichen Ortsrand verläuft die Bahnstrecke Kiel Süd–Schönberger Strand mit dem ehemaligen Haltepunkt Passade, dessen Reaktivierung im Personennahverkehr geplant ist. Ein im Dezember 2024 vorgestellter Drei-Stufen-Plan zur schrittweisen Realisierung der Bahnstrecke sieht bis Ende 2027 als letzten Ausbauabschnitt die Teilstrecke von der Gemeinde Probsteierhagen bis zum Schönberger Strand vor.

## Sehenswürdigkeiten
Ein großer Teil des Passader Sees liegt im Gemeindegebiet und ist Teil des europäischen NATURA 2000-Schutzgebietes FFH-Gebiet Hagener Au und Passader See.

## Bilder

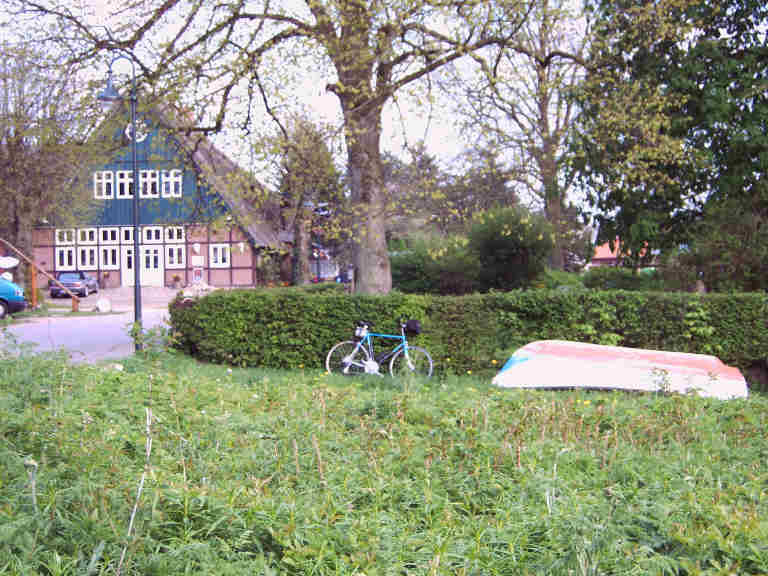
Passade in der Probstei
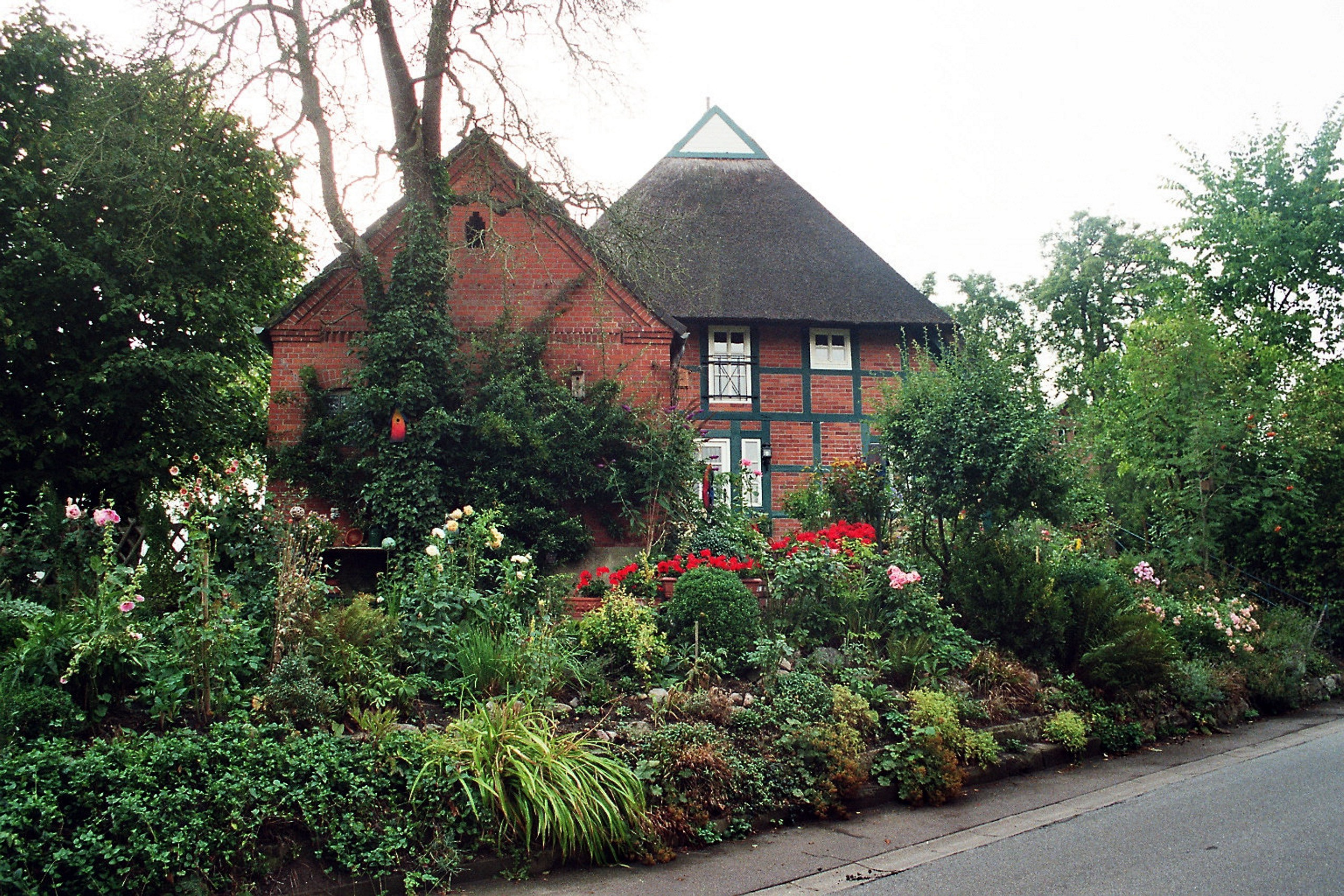
Bauernhaus
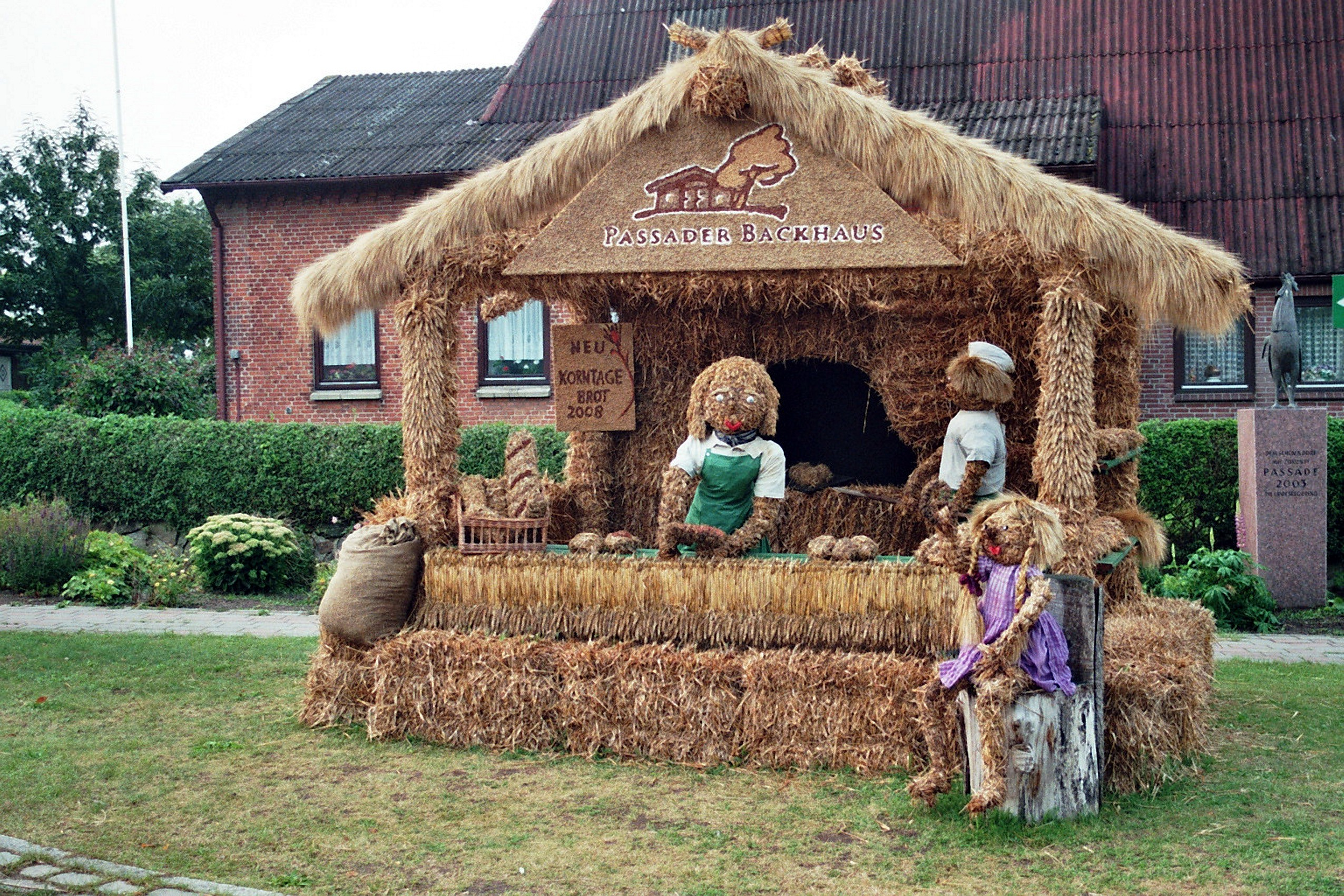
Korntage 2008
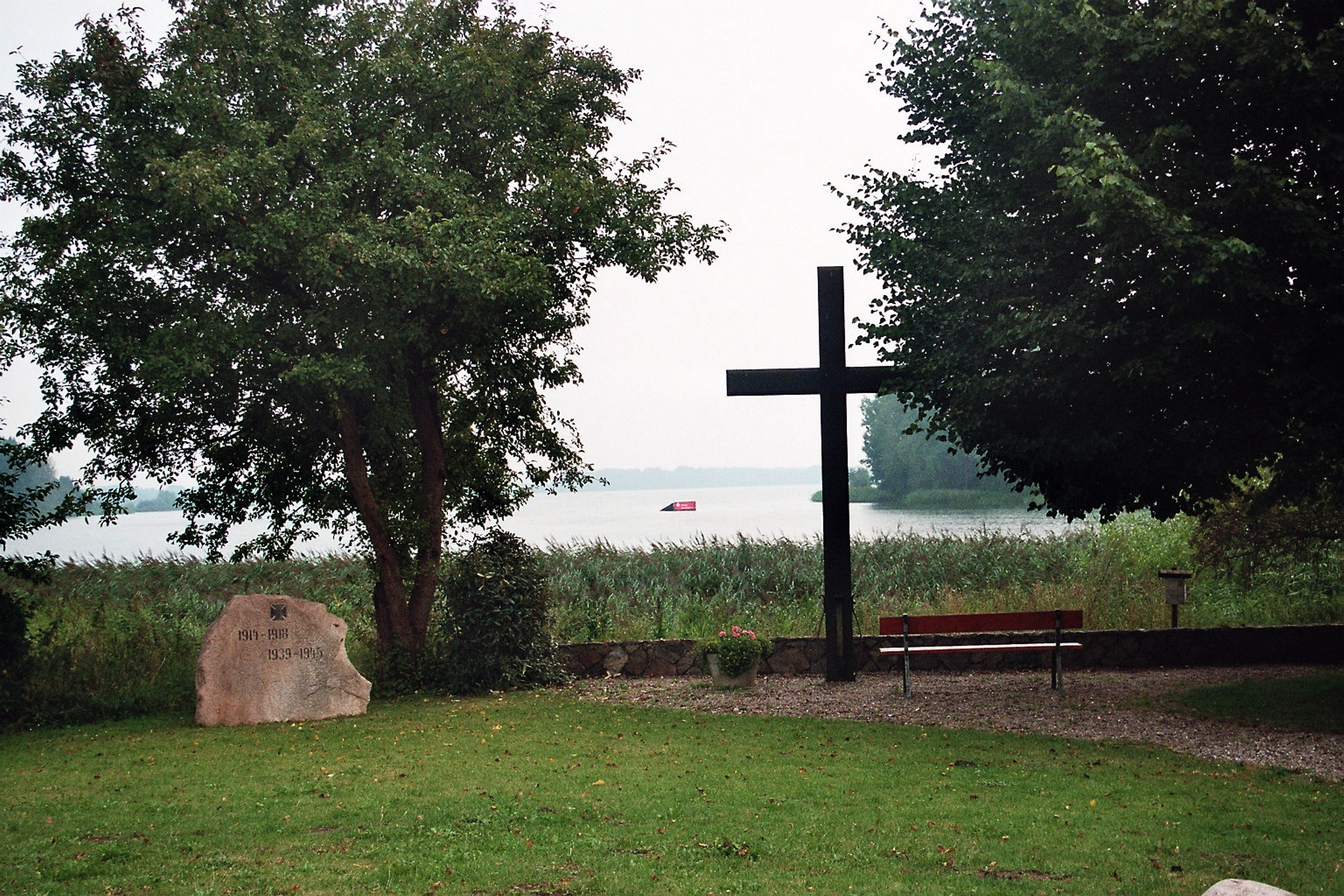
Denkmal für die Gefallenen der Weltkriege